# Sellersville
Sellersville is een plaats (borough) in de Amerikaanse staat Pennsylvania, en valt bestuurlijk gezien onder Bucks County.

## Demografie
Bij de volkstelling in 2000 werd het aantal inwoners vastgesteld op 4564.
In 2006 is het aantal inwoners door het United States Census Bureau geschat op 4473, een daling van 91 (-2,0%).

## Geografie
Volgens het United States Census Bureau beslaat de plaats een oppervlakte van
3,0 km², geheel bestaande uit land.

## Plaatsen in de nabije omgeving
De onderstaande figuur toont nabijgelegen plaatsen in een straal van 8 km rond Sellersville.

## Geboren
- Cari Shayne (1972), actrice
- Beverly Lynne (1973), actrice